# Denis Dufour

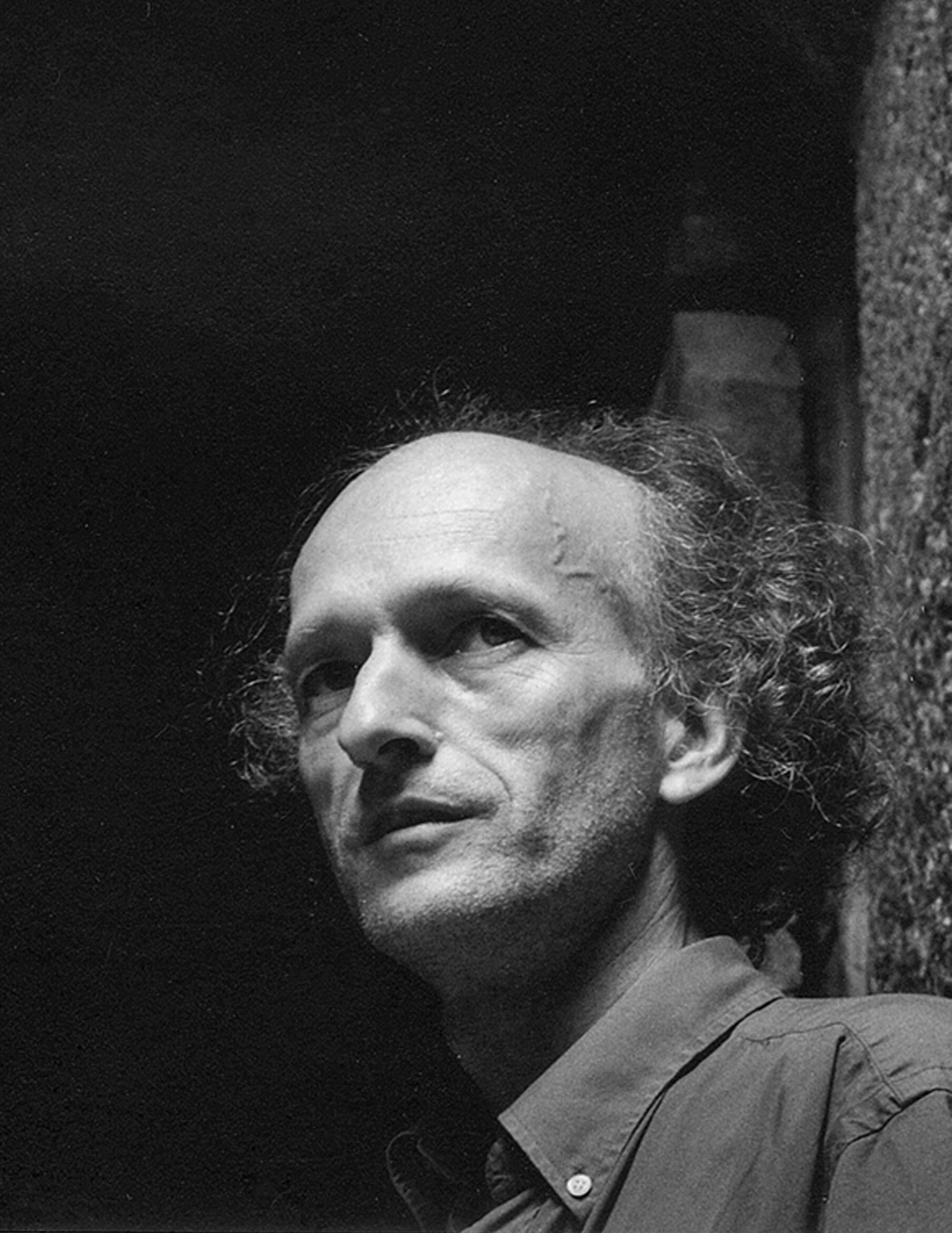
Denis Dufour auf dem Futura Festival im Jahr 2000 in Crest

Denis Dufour (* 9. Oktober 1953 in Lyon) ist ein französischer Komponist von Instrumentalmusik,  Elektroakustischer Musik und Musique concrète.
Dufour studierte zuerst ab 1972 in Lyon und zwischen 1974 und 1979 am Pariser Konservatorium mit Ivo Malec Neue Musik, Musikanalyse mit Claude Ballif sowie elektroakustische Musik mit Pierre Schaeffer und Guy Reibel.
Heute ist er sowohl für seine Instrumentalmusik als auch für seine elektronischen Konzerteinlagen bekannt, wobei sein Gesamtwerk mehr als 190 Kompositionen umfasst. „Die Untersuchung von neuen Klangstrukturen, die Flüssigkeit seiner ‚barocken‘ Art der Phrasierung, die Beweglichkeit seiner Figuren und seine Liebe zur menschlichen Stimme und speziellen dramatischen, narrativen Effekten begünstigten die Entstehung eines neuen theatralischen Klangs in seinen Werken, auch über seinen eigentlichen musikalischen Diskurs hinaus.“